# William Eustis
William Eustis, född 10 juni 1753 i Cambridge, Massachusetts Bay-provinsen, död 6 februari 1825 i Boston, Massachusetts, var en amerikansk politiker (demokrat-republikan), diplomat och läkare. Han var ledamot av USA:s representanthus 1801–1805 och 1820–1823, USA:s krigsminister 1809–1813 och guvernör i delstaten Massachusetts från 1823 fram till sin död. Han var chef för USA:s diplomatiska beskickning i Nederländerna 1814–1818.
Eustis studerade vid Harvard, fortsatte sedan med medicinstudier och tjänstgjorde som kirurg i amerikanska frihetskriget. År 1801 tillträdde han som kongressledamot. År 1804 var Eustis en av representanthusets åklagare då en federal domare vid namn John Pickering ställdes inför riksrätt. I kongressvalet 1804 kandiderade Eustis utan framgång för en tredje mandatperiod i representanthuset.
President James Madison utnämnde 1809 Eustis till krigsminister, i vilket ämbete hans viktigaste uppgift blev att förbereda USA inför 1812 års krig. År 1813 avgick han på grund av de tidiga motgångarna i kriget. Året därpå utnämnde Madison honom till minister i Nederländerna. Därifrån återvände han år 1818 till USA på grund av hälsoproblem.
Kongressledamot Edward Dowse avgick 1820 och Eustis fyllnadsvaldes till representantuset. Därefter omvaldes han till en tvåårig mandatperiod i kongressvalet 1820 och satt kvar i kongressen fram till år 1823. Senare samma år efterträdde han John Brooks som guvernör. Guvernör Eustis avled 1825 i ämbetet och gravsattes på begravningsplatsen Old Burying Ground i Lexington.